# Raffaella Baracchi
Raffaella Baracchi (ur. 25 marca 1965 w Turynie) – włoska aktorka.
W 1983 roku zdobyła tytuł Miss Włoch, który przyniósł jej sporą popularność. W 1986 roku zadebiutowała jako aktorka w filmie Tenente dei carabinieri. Na początku lat dziewięćdziesiątych XX wieku wycofała się z przemysłu filmowego.

## Wybrana filmografia
- 1987 - Barbarzyńcy jako Allura
- 1988 - Widmo śmierci jako Laura, prostytutka w Wenecji